# 埃夫策河畔洪贝格
埃夫策河畔洪贝格（德語：Homberg (Efze)），通称洪贝格（德語：Homberg，發音：[ˈhɔmbɛʁk] ⓘ），是德国黑森州卡塞尔行政区施瓦尔姆-埃德尔县的城市，也是施瓦尔姆-埃德尔县的县治，面积100.11平方千米，2023年12月31日人口为14,712人。